# Drahos Béla

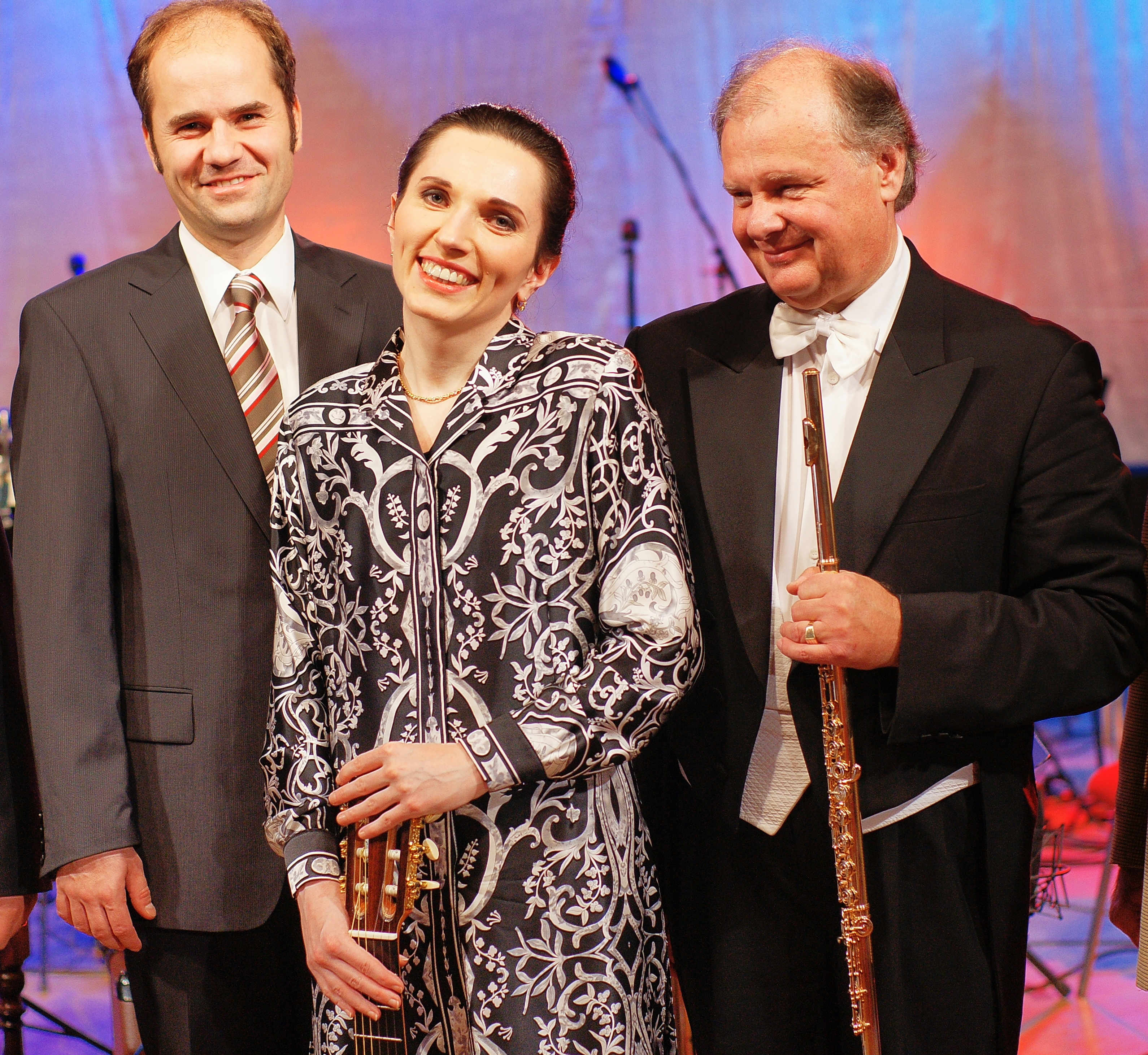
Gulya Róbert, Johanna Beisteiner és Drahos Béla, BudapestOktober 24. 2009.

Drahos Béla (Kaposvár, 1955. április 14. –) Liszt Ferenc-díjas magyar karmester, fuvolaművész, habilitált egyetemi tanár, Székesfehérvár díszpolgára. Jelenleg a székesfehérvári Alba Regia Szimfonikus Zenekar művészeti vezetője, de a Vörösmarty Színházban is rendszeresen dolgozik.

## Élete
Drahos első fuvolaleckéit nyolcévesen vette. Fiatalon már számos elismerést és díjat kapott, többek között a Concertino Prague első díját. 1992-ben debütált mint karmester. Drahos dolgozott Gulya Róbert-tel (zeneszerző), Johanna Beisteiner-vel (gitárművész) és a Budapesti Szimfonikus Zenekar-ral. Felvételeket készített a Naxos-szal és Gramy Records-szal.
2017-ben Székesfehérvár közgyűlése a város díszpolgárává avatta a város kulturális életében betöltött kiemelkedő szerepéért és a hosszú éveken át végzett zeneművészeti és zeneoktatási munkájáért.

## Diszkográfia (nem teljes)
- 1992: Bach, C.P.E.: Sonatas for Flute and Harpsichord, Wq. 83-87 (Naxos)
- 1998: Vivaldi: Flute Concertos Vol. 1 (Naxos)
- 2000: Vivaldi: Flute Concertos Vol .2 (Naxos)
- 2002: Chill with Vivaldi (Naxos)
- 2004: Between Present and past (Gramy Records)
- 2005: Flute Moments (Naxos)
- 2010: Live in Budapest (Gramy Records). Gulya Róbert: Versenymű gitárra és zenekarra, Gulya Róbert: A Milonguero és a Múzsa (Tango).